# Lapanouse-de-Cernon
Lapanouse-de-Cernon (okzitanisch La Panosa de Sarnon) ist ein Ort und eine südfranzösische Gemeinde mit 121 Einwohnern (Stand 1. Januar 2022) im Département Aveyron in der Region Okzitanien (vor 2016 Midi-Pyrénées). Sie gehört zum Arrondissement Millau und zum Kanton Causses-Rougiers. Die Einwohner werden Lapanousains genannt.

## Lage
Lapanouse-de-Cernon liegt etwa 15 Kilometer südsüdöstlich von Millau im Südwesten der historischen Provinz Rouergue am Fluss Cernon. Umgeben wird Lapanouse-de-Cernon von den Nachbargemeinden Creissels im Nordwesten und Norden, Millau im Norden und Nordosten, La Cavalerie im Nordosten und Osten, Sainte-Eulalie-de-Cernon im Osten und Südosten, Viala-du-Pas-de-Jaux im Süden sowie La Bastide-Pradines im Westen.

## Bevölkerungsentwicklung
| Jahr                       | 1962 | 1968 | 1975 | 1982 | 1990 | 1999 | 2006 | 2019 |
| Einwohner                  | 180  | 152  | 130  | 142  | 111  | 99   | 114  | 124  |
| Quellen: Cassini und INSEE |      |      |      |      |      |      |      |      |

## Sehenswürdigkeiten
- Kirche Saint-Martial
- Schlossruine Lescure
- Befestigter Gutshof aus dem 17. Jahrhundert in La Baume

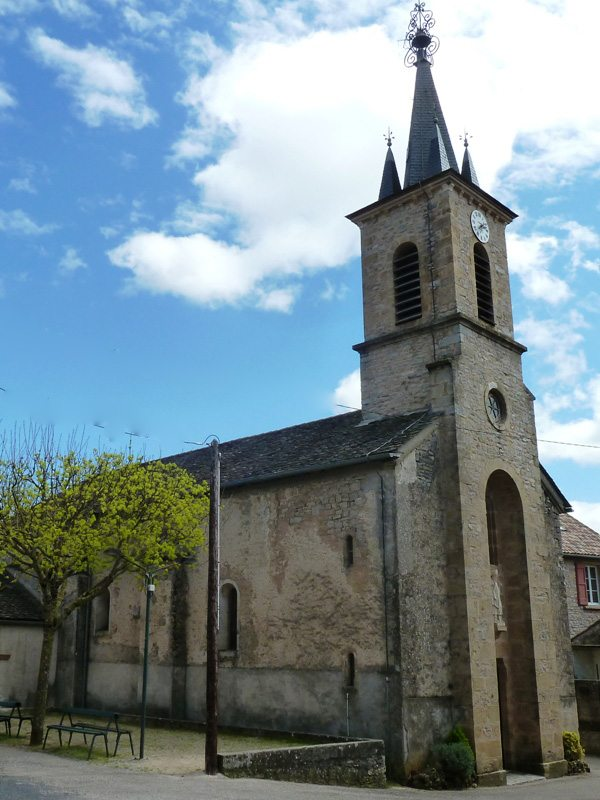
Kirche Saint-Martial